# Слобожанина, Екатерина Ивановна
Екатерина Ивановна Слобожанина (бел. Кацярына Іванаўна Слобожанина; род. 10 марта 1945) — советский и белорусский учёный в области фотобиологии, мембранной биофизики и микроэлементологии, доктор биологических наук (1992), профессор (2003), член-корреспондент Академии наук Белоруссии (2000). Лауреат Государственной премии Республики Беларусь (1992).

## Биография
Родилась 10 марта 1945 года в посёлке Лельчицы, Гомельской области, Белорусской ССР.
С 1962 по 1967 год обучалась на биологическом факультете  Белорусского государственного университета, который окончила с отличием. С 1967 по 1972 год обучалась в аспирантуре Лаборатории биофизики и изотопов АН Белорусской ССР по отделению биофизики.
С 1969 года на научно-исследовательской работе в Институте фотобиологии АН Белорусской ССР (с 1992 года — Институт биофизики и клеточной инженерии Академии наук Белоруссии) в качестве 
старшего инженера-технолога, младшего, старшего и  ведущего научного сотрудника, с 1993 по 2011 год — заместитель директора этого института по научной работе. Одновременно с 1999 года — руководитель лаборатории физико-химии биологических мембран (с 2004 года — медицинской биофизики).

### Научно-педагогическая деятельность и вклад в науку
Основная научно-педагогическая деятельность Е. И. Слобожаниной была связана с вопросами в области фотобиологии, мембранной биофизики и микроэлементологии, занималась исследованиями в области взаимосвязи структурной динамики и фотоники  белковых макромолекул в растворе и в составе биологических мембран, занималась сравнительным изучением чувствительности различных параметров зондовой и собственной флюоресценции к изменению структурного состояния белков при воздействии биологически активных веществ. Под её руководством была доказана  применимость флюоресцентных методов для выявления особенностей структурного состояния белков в биомембранах при патологии. Е. И. Слобожанина являлась председателем Совета по защите диссертаций и руководителем научных проектов Института биофизики и клеточной инженерии Академии наук Белоруссии заказанным  МАГАТЭ и НАТО, членом Белорусской общественной организации фотобиологов и биофизиков и Федерации европейских биохимических обществ
.
В 1972 году защитила кандидатскую диссертацию по теме: «Исследование особенностей структурного состояния белков в клетке и биологических мембранах», в 1992 году защитила докторскую диссертацию на соискание учёной степени доктор биологических наук по теме: «Структурная лабильность мембран эритроцитов».  В 2003 году ей было присвоено учёное звание профессор. В 2000 году она был избрана член-корреспондентом Академии наук Белоруссии. Е. И. Слобожаниной было написано более четыреста пятидесяти научных работ в том числе пять монография и тринадцать свидетельства на изобретения. В 1992 году за цикл работ «Люминесценция белков и ее использование в научных исследованиях и на практике» ей была присвоена Государственная премия Республики Беларусь.

## Основные труды
- Исследование особенностей структурного состояния белков в клетке и биологических мембранах. - Минск, 1972. - 173 с.
- Спектральный люминесцентный анализ в медицине / Е. А. Черницкий, Е. И. Слобожанина; АН БССР, Ин-т фотобиологии. - Минск : Наука и техника, 1989. - 140 с.  ISBN 5-343-00119-X
- Структурная лабильность мембран эритроцитов. - Минск, 1992. - 329 с.
- Цинк в живом организме: биологическая роль и механизмы действия : монография / Ю. М. Гармаза, Е. И. Слобожанина ; Национальная академия наук Беларуси, Государственное научное учреждение "Институт биофизики и клеточной инженерии". - Минск : Беларуская навука, 2021. - 188 с.  ISBN 978-985-08-2683-1[4]

## Награды
- Медаль Франциска Скорины (2021)
- Государственная премия Республики Беларусь (1992 — за цикл работ «Люминесценция белков и ее использование в научных исследованиях и на практике»)[1][2][3]